# Karla Linke

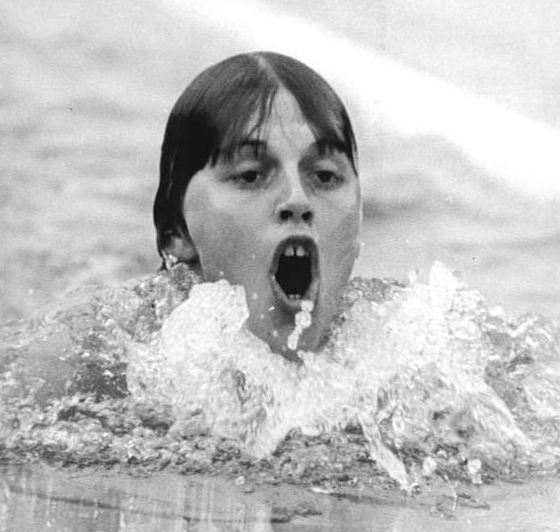
Karla Linke, 1977

Karla Linke (* 29. Juni 1960 in Dresden) ist eine ehemalige Schwimmerin, die für die DDR startete.
Die für den SC Einheit Dresden startende Schwimmerin hatte ihre beste Zeit Mitte der 1970er Jahre, als sie bei den Europameisterschaften 1974 in Wien erst einen Weltrekord aufstellte und sich später den Titel über 200 m Brust sicherte. Später gewann sie noch Medaillen bei den Schwimmweltmeisterschaften in Cali über 400 m Lagen und über 200 m Brust. Bei den Olympischen Sommerspielen 1976 in Montréal erreichte sie über 100 m Brust den 8. Platz und über 200 m Brust den 5. Platz.
Bei den Schwimmmeisterschaften der DDR konnte Linke insgesamt zweimal den Titel gewinnen und wurde insgesamt zweimal Zweite und einmal Dritte. Ihre beiden Meistertitel gewann sie 1975 und 1976 über 200 m Brust.
Nachdem der sportliche Erfolg nachließ, beendete sie 1977 ihre Laufbahn. Karla Linke lebte lange Zeit in Schweden und arbeitete für die Deutsch-Schwedische Handelskammer in Dresden. Zurzeit arbeitet sie in der Schwedischen Botschaft in Berlin.